# Боћарски клуб Станишић
Боћарски клуб Станишић из Станишића, општина Сомбор, Србија, тренутно се такмичи у Првој лиги Србије.
Клуб је основан 14. марта 2008. године и за веома кратак период свог постојања изборио је пласман у Прву лигу Србије. Терен боћарског клуба се налази у склопу стадиона Фудбалског клуба Станишић у улици Светозара Милетића ББ, Станишић.
Највећи успех клуба је освајање четвртог места у Првој лиги Србије.

## Управа клуба
- Председник клуба : Дејан Андрић
- Секретар клуба: Слободан Млинар
- Тренер екипе : Недељко Мусулин

## БК Станишић у Првој лиги
| Коло | Датум              | Домаћин                  | Гост                     | Резултат |
| ---- | ------------------ | ------------------------ | ------------------------ | -------- |
| 1    | 23. април 2017     | БК Станишић              | БК Алтина (Земун)        | 08 : 14  |
| 2    | 30. април 2017     | БК Станишић              | БК Нови Београд          | 00 : 22  |
| 3    | 20. мај 2017       | БК Канарево Брдо         | БК Станишић              | 16 : 06  |
| 4    | 21. мај 2017       | БК Војводина (Ветерник)  | БК Станишић              | 10 : 12  |
| 5    | 27. мај 2017       | БК Станишић              | БК Зеле (Земун)          | 13 : 09  |
| 6    | 28. мај 2017       | БК Станишић              | БК Козара (Нови Београд) | 12 : 10  |
| 7    | 4. јун 2017        | БК Сомбор                | БК Станишић              | 16 : 06  |
| 8    | 11. јун 2017       | БК Алтина (Земун)        | БК Станишић              | 18 : 04  |
| 9    | 22. јун 2017       | БК Нови Београд          | БК Станишић              | 20 : 02  |
| 10   | 25. јун 2017       | БК Станишић              | БК Канарево Брдо         | 12 : 10  |
| 11   | 2. јул 2017        | БК Зеле (Земун)          | БК Станишић              |          |
| 12   | 3. септембар 2017  | БК Станишић              | БК Војводина (Ветерник)  | 18 : 04  |
| 13   | 10. септембар 2017 | БК Козара (Нови Београд) | БК Станишић              |          |
| 14   | 17. септембар 2017 | БК Станишић              | БК Сомбор                |          |

## Успеси
- Друга лига у боћању - Север
Првак: 2016.
- Војвођанска лига у боћању
Првак: 2015.

## Историја
У директном окршају за прво место у Другој лиги - Север 26. јуна 2016. године БК Станишић победио је БК Шимановци из Шимановаца 8:6 (96:70) и тако се пласирао у Прву лигу Србије.
|   | Друга Лига - Север 2016  | Бодови |
| 1 | БК Станишић              | 18     |
| 2 | БК Крајина (Нови Сад)    | 17     |
| 3 | БК Шимановци (Шимановци) | 15     |
| 4 | БК Фокс (Кљајићево)      | 9      |
| 5 | БК Фрушка гора (Ердевик) | 1      |

|   | Војвођанска лига 2015 | Бодови |
| 1 | БК Станишић           | 13     |
| 2 | БК Сомбор 2           | 12     |
| 3 | БК Риђица             | 9      |
| 4 | БК Дука (Нови Сад)    | 2      |